# Acqua e sapone
Acqua e sapone è un film commedia del 1983 diretto da Carlo Verdone, con protagonisti lo stesso Verdone, Natasha Hovey, Florinda Bolkan, Fabrizio Bracconeri ed Elena Fabrizi (quest'ultima vinse per la sua interpretazione il David di Donatello 1984 come Migliore attrice non protagonista).
Verdone, alla sua quarta regia, oltre ad essere il protagonista del film, è anche uno degli autori del soggetto e della sceneggiatura.

## Trama

Da sinistra: Verdone e Fabrizio Bracconeri in una scena del film

Sandy Walsh è una famosa baby-modella statunitense, appena arrivata a Roma per una serie di servizi fotografici e sfilate che la impegneranno per qualche mese; la quindicenne viene accompagnata dalla madre Wilma e dal patrigno Ted. I genitori cercano un insegnante privato per impartire lezioni alla figlia durante il soggiorno a Roma, dando mandato al segretario Guidi di contattare padre Michael Spinetti, un noto teologo e professore, ma al telefono dell'istituto religioso risponde il bidello Rolando Ferrazza, trentenne laureato col massimo dei voti in perenne attesa di un posto da docente, che vive con la nonna.
Per arrotondare le sue magre entrate, Rolando coglie l'occasione e decide di spacciarsi come padre Spinetti. L'inganno riesce coi genitori di Sandy, ma non con la ragazza, che scopre presto la vera identità di Rolando. I due fanno un patto: Sandy manterrà il silenzio sull'imbroglio e Rolando la aiuterà a sfuggire alla sua routine di modella piena di sacrifici e rinunce. Rolando e Sandy trascorrono giornate spensierate in giro per Roma e dintorni anche assieme all'amico Enzo. Tra i due nasce una tenera amicizia e Rolando si innamora della ragazza "acqua e sapone"; a sua volta Sandy vive i primi turbamenti amorosi.
La madre di Sandy, nel frattempo, incontra casualmente il vero padre Spinetti ad una festa, e scopre la verità. Furiosa, caccia il giovane impostore, che perde anche il posto di bidello, e ogni possibilità di vedere Sandy. Tuttavia la giovane, in un momento di distrazione del fotografo e dei genitori, scappa da un set fotografico, giungendo in piena notte a casa di Rolando; i due trascorrono nuovamente insieme qualche ora, facendo anche l'amore (la prima volta per Sandy, che desidera farlo con un uomo come Rolando perché l'unico a farla sentire a proprio agio) ma alla fine la ragazza, dopo aver evidentemente compreso l'impossibilità della loro relazione, decide di tornare dalla sua famiglia. Rolando, col cuore a pezzi, per molti giorni si recherà con i suoi due nuovi colleghi di lavoro a guardare gli aerei che atterrano a Fiumicino, pensando a Sandy.

## Produzione

### Sceneggiatura
Per il soggetto del film, Verdone prese spunto da un servizio giornalistico della Rai, realizzato dal massmediologo Carlo Sartori, che raccontava il fenomeno delle cosiddette baby modelle – appena esploso nei primi anni ottanta con il caso di Brooke Shields – e per lamentare lo sfruttamento delle madri sulle loro figlie prodigio, spesso poco sensibili alla necessità di uno sviluppo psicologico equilibrato delle proprie figlie adolescenti, le quali erano private di una serena infanzia a causa di tappe forzate al successo.

### Cast

L'esordiente Hovey nella parte di Sandy

La protagonista femminile della pellicola, Natasha Hovey, era al suo esordio cinematografico a soli quindici anni. Fabrizio Bracconeri, che interpreta il vicino di casa di Rolando, era anch'egli al primo film in carriera: Verdone l'aveva conosciuto nell'autofficina in cui lavorava e già in passato aveva chiesto all'attore e regista di fargli avere una parte in un suo lavoro; nel momento in cui per il ruolo del vicino si cercava qualcuno che parlasse in romanesco come la sora Lella, Verdone decise di provinarlo e poi scritturarlo per il film.
Per il ruolo di Wilma Walsh, la madre di Sandy, Verdone aveva inizialmente pensato a Virna Lisi, optando poi per l'attrice brasiliana Florinda Bolkan, sex symbol degli anni 70. Elena Fabrizi, meglio nota come "Sora Lella", torna invece a interpretare il ruolo della nonna burbera e bonaria dalla caratteristica parlata romana, com'era già accaduto in un celebre episodio di Bianco, rosso e Verdone (1981). Da segnalare infine in un piccolo cameo, come presentatore di una sfilata di moda, Christian De Sica, allora da poco cognato di Carlo Verdone.

### Riprese
Il film venne girato principalmente a Roma, tranne la scena che si svolge nel ristorante "Da Tonino" a Bracciano, mentre la villa di Sandy si trova nella frazione Le Rughe del comune di Formello. La scuola religiosa dove lavora il bidello Rolando è il Collegio Nazareno situato nella via omonima della Capitale. La tintoria del "sor Gino" si trova nel quartiere Testaccio. La festa alla quale la madre di Sandy incontra padre Spinetti si svolge nel parco dell'allora Hotel Cavalieri Hilton, ora Cavalieri Waldorf Astoria, nel quartiere Trionfale. Il set fotografico dal quale Sandy fugge si trova al Palazzo della Civiltà Italiana, situato all'EUR.

## Colonna sonora
La canzone Acqua e sapone, con testo di Vasco Rossi e musica di Gaetano Curreri, è cantata dagli Stadio.

## Accoglienza

### Incassi
Il film si è classificato al 21º posto tra i primi 100 film di maggior incasso della stagione cinematografica italiana 1983-84.

### Critica
(Laura, Luisa e Morando Morandini)
(Giovanni Grazzini)

## Riconoscimenti
- 1984 – David di Donatello
  - Miglior attrice non protagonista a Elena Fabrizi
- 1984 – Nastro d'argento
  - Candidatura al migliore attore esordiente a Fabrizio Bracconeri